# Markovići (Šubići)
Markovići (lat. Marcouich, Marchouichi de genere Subichiorum), hrvatska velikaška obitelj, odvjetak knezova Bribirskih. Osnivač roda bio je Marko Šubić Bribirski iz 14. stoljeća. Tijekom 15. stoljeća obitelj je imala posjede u zadarskom zaleđu, ponajviše u selima Kamenjani i Čakavcima te u ostrovičkom distriktu. Članovi obitelji bili su posjednici i u Tršcima, gdje su svoje zemlje imali i njihovi rođaci Ugrinići od roda Šubića.